# Sara Morrison
Sara Morrison (Antoinette Sara Frances Sibell Long), née le 9 août 1934 à Londres, Grande-Bretagne,, est une femme politique britannique, cadre du Parti conservateur.

## Biographie
À l'origine membre du parti Tory, Sara Morris est de 1971 à 1975 vice-présidente du Parti conservateur. En 1975, elle a rejoint la compagnie General Electric pour laquelle a été directrice de 1980 à mars 1988. Puis elle a été membre du conseil de surveillance de la quatrième chaîne de télévision britannique (1980-85), puis du Groupe Imperial (1982-1986), et également de la société Carlton Television Ltd. (1991-1999), de la compagnie Kleinwort Charte Investment Trust PLC, de la New Millennium Experience Ltd. (1997-2001), et de l'entreprise "l'abbaye Building Society national" (1979-1995).

## Organisations bénévoles
Elle a été conseiller de la Charte européenne Trust, 1993 à 2002. Dans le  Conseil national pour les organisations bénévoles »(NCVO), l'organisation regroupant les organisations de bénévoles, elle y a été vice-présidente (1970-1977) et dans le Conseil exécutif (1977-1987).

## Développement durable
Elle était un membre de la  Table UK ronde pour le développement durable  (Table ronde sur le développement durable) (1995-1998) et le conseil consultatif de  Family Policy Studies Centre  (Centre d'étude de la politique familiale) (1989-1997).
De 1986 à 2001, elle a siégé au conseil d'administration de l'Imperial College London. En 2004, elle a assumé le poste de président du Conseil de l'Université de Bath. Elle a un doctorat honorifique de  De Montfort University  et de l'Université de  Coventry et de Buckingham.
Pendant de longues années, elle a également été impliquée dans l'organisation bénévole du Wiltshire, où elle vit dans sa ferme. Elle dispose également d'une résidence à Londres.

## Présidente duWWF
De 1998 à 2002, elle a été présidente du Fonds mondial pour la nature (WWF) en Grande-Bretagne et a ensuite été « élue au conseil d'administration du  WWF International ». En 2000, elle est devenue vice-présidente du WWF International, puis a servi comme présidente jusqu'en 2001.
Sara (Long) Morrison a épousé en 1954 Sir Charles Morrison dont elle divorce en 1984. De ce mariage elle a eu un fils et une fille.